# Dalla bubobon
Dalla bubobon is een vlinder uit de familie van de dikkopjes (Hesperiidae). De wetenschappelijke naam van de soort is voor het eerst geldig gepubliceerd in 1921 door Harrison Gray Dyar.